# Manfred Grothe
Manfred Grothe (ur. 4 kwietnia 1939 w Warburgu) – niemiecki duchowny rzymskokatolicki, biskup pomocniczy Paderborn w latach 2004-2015.

## Życiorys
Święcenia kapłańskie otrzymał 11 marca 1967 z rąk kardynała Lorenza Jägera i został inkardynowany do archidiecezji paderborńskiej. Pracował jako m.in. asystent w paderborńskim wikariacie generalnym, diecezjalny duszpasterz Dzieła Kolpinga oraz wikariusz generalny archidiecezji.
14 października 2004 papież Jan Paweł II mianował go biskupem pomocniczym archidiecezji paderborńskiej, ze stolicą tytularną Hippo Diarrhytus. Sakry biskupiej udzielił mu abp Hans-Josef Becker.
15 lipca 2015 przeszedł na emeryturę.
Od 26 marca 2014 do 18 września 2016 był administratorem apostolskim diecezji Limburg.